# Mac DeMarco
McBriare Samuel Lanyon Mac DeMarco (Duncan, Columbia Británica; 30 de abril de 1990), de nacimiento Vernor Winfield McBriare Smith IV, es un cantautor, multinstrumentista y productor discográfico canadiense. Se le considera una de las principales figuras de la escena del bedroom pop de los 2010.

## Biografía

### 1990-2008: primeros años y educación
Mac DeMarco nació en Duncan, Columbia Británica y fue criado en Edmonton, Alberta. Asistió a la McKernan School durante su educación secundaria, y fue en ese periodo cuando comenzó a tocar la guitarra, bajo la enseñanza de su abuela. Durante su tiempo en la preparatoria, formó parte de varias bandas, incluyendo el grupo de indie rock The Meat Cleavers, el grupo de R&B alternativo The Sound of Love y la banda de post-punk Outdoor Miners junto a su actual tecladista, Alec Meen, (llamada así por una canción de la banda de rock inglesa Wire).
DeMarco proviene de una familia con antecedentes notables. Su bisabuelo, Vernor Smith, fue exministro de ferrocarriles y teléfonos de Alberta, y su abuelo (homónimo) fue juez de la Court of Queen's Bench de Alberta; el cantante obtiene de éste su nombre de nacimiento, que luego sería cambiado por McBriare Samuel Lanyon DeMarco tras decisión de su madre.Durante su adolescencia, DeMarco comenzó a fumar cigarrillos, un hábito que ha llegado a formar parte de su imagen pública. Mac es también de ascendencia italiana.
Después de graduarse de la preparatoria en Edmonton en el año 2008, se mudó a Vancouver.

### 2009-2012: Primeros proyectos
En 2009, mientras vivía en el vecindario de Killarney, lanzó un álbum producido por él mismo, titulado Heat Wave, como parte de su proyecto de indie rock Makeout Videotape. Las 500 copias producidas fueron vendidas en su totalidad.
Después se unieron a él Alex Calder y Jen Clement, firmaron con Unfamiliar Records y realizaron una gira con la banda de Vancouver Japandroids en 2009.
En 2011, DeMarco se mudó a Montreal y comenzó a grabar como solista. Al no conseguir trabajo como músico, colaboró en experimentos médicos a cambio de dinero y trabajó en un grupo de pavimentación de calles.

### 2012-2014:Rock and Roll Night Club,2ySalad Days
En 2012, lanzó el álbum Rock and Roll Nightclub, este impresionó tanto a la disquera Captured Tracks que llegaron a un acuerdo para lanzar otro álbum.  Este lanzamiento, titulado 2, recibió buenas críticas y ganó el premio "Mejor Música Nueva" por parte de Pitchfork Media. Una de sus canciones, "Moving Like Mike", fue utilizada para un comercial de la tienda Target.
El 21 de enero de 2014, DeMarco anunció el lanzamiento del álbum "Salad Days", junto con el estreno del primer sencillo "Passing Out Pieces." El álbum salió a la venta el 1 de abril del corriente, y de nuevo recibió el premio “Mejor Música Nueva” por parte de Pitchfork Media. En las giras realizadas para presentar el disco, el músico de origen canadiense Peter Sagar, conocido por su proyecto Homeshake, acompañaba a DeMarco en guitarra. El 31 de enero se reportó que DeMarco se encontraba grabando con Tyler, The Creator. Captured Tracks anunció el lanzamiento de las series "The Wonderful World of Mac DeMarco 7" Club Vol. 1" sujetas a suscripciones. Los suscriptores recibirán dos grabaciones cada seis u ocho semanas con varias canciones de DeMarco.
Salad Days fue nominado al 2014 Polaris Music Prize.

### 2015:Another OneySome Other Ones
El 22 de abril de 2015, DeMarco anunció el lanzamiento de un próximo álbum titulado Another One , que fue lanzado el 7 de agosto de 2015, además de un video que muestra el cómo se hizo Another One. DeMarco describe el álbum como una colección de canciones de amor: "Es como cada ángulo de cómo alguien podría sentirse si está tienen sentimientos extraños en el pecho". Captured Tracks lanzó el primer sencillo de Another One, titulado "The Way You'd Love Her". Another One recibió una respuesta generalmente favorable de los críticos musicales, con una puntuación de 75/100 en Metacritic. Still in Rock ha clasificado este LP como el tercero mejor de 2015.
El 8 de julio de 2015, DeMarco lanzó un álbum de música instrumental de 9 pistas titulado Some Other Ones y lo llamó "banda sonora de barbacoa". Más tarde esa noche, organizó una fiesta de escucha en Nueva York (donde tenía su base DeMarco) para que los fanáticos escucharan "Another One", donde podían obtener perritos calientes gratis si donaban a un banco de alimentos.

### 2017-2018:This Old Dog
El 31 de enero de 2017, DeMarco anunció su quinto álbum de estudio, titulado This Old Dog. También lanzó dos sencillos del álbum el mismo día. This Old Dog se lanzó el 5 de mayo de 2017.
El 10 de octubre de 2017, DeMarco apareció en Charlie Rose, en el que los dos hablaron sobre el nuevo álbum, así como sobre la relación de DeMarco con su padre. Al principio y al final de la entrevista, DeMarco tocó versiones acústicas de las canciones This Old Dog y Still Together.
El 8 de abril de 2018, DeMarco apareció en FishCenter Live y tuvo una entrevista con Max Simonet. Se asoció con la organización sin fines de lucro Plus1 para sus giras de ese año , y un dólar por cada boleto comprado se destinó a Girls Rock Camp Alliance para: "[empoderar] a niñas, jóvenes trans y de género diverso a través de la educación musical y la tutoría".

### 2019-2020Here Comes The Cowboy
El 5 de marzo de 2019, DeMarco anunció su sexto álbum de estudio Here Comes the Cowboy y compartió el primer sencillo del álbum, "Nobody". El álbum fue lanzado el 10 de mayo de 2019 en el sello discográfico de Mac [sic]. Una controversia surgió una vez que se señaló en línea que el álbum de DeMarco compartía un título similar al álbum de 2018 Be the Cowboy de Mitski y que su álbum también había incluido un sencillo llamado "Nobody". Según Pitchfork, DeMarco "nunca había escuchado el álbum de Mitski y se enteró de su álbum y título de la canción sólo después de determinar el título de su propio álbum y sencillo". Mitski respondió a la controversia en Twitter, afirmando: "¡Estoy 100% seguro de que Mac y yo fuimos a pescar en la misma parte del inconsciente colectivo!". El álbum recibió críticas mixtas de la crítica y el público tras su lanzamiento. Marcó su primera aparición entre los diez primeros en los EE. UU. Billboard 200 en el número 10.
El 7 de septiembre de 2020, DeMarco apareció en una colaboración con el artista inglés Yellow Days, titulada "The Curse". El 28 de octubre de 2020, DeMarco apareció nuevamente en francés El sencillo "Moving Men" del músico Myd. Una versión animada de DeMarco también apareció en el vídeo musical del sencillo. Lanzado el 28 de octubre de 2020, DeMarco también apareció en el vídeo musical de la canción "Whatever You Want" de Crowded House. DeMarco contribuyó con una versión de la canción de Metallica "Enter Sandman" al álbum tributo benéfico The Metallica Blacklist, lanzado en septiembre de 2021.

### 2021-presente: Cambios en la alineación, éxito deHeart to Heart,Five Easy Hot DogsyOne Wayne G
En octubre de 2021, DeMarco regresó a las presentaciones en vivo luego de una pausa debido a la pandemia de COVID-19. Su regreso a los escenarios estuvo marcado por cambios en su banda en vivo, con la salida de los miembros de toda la vida Joe McMurray, Andrew White y Jon Lent, y la incorporación de Darryl Johns (bajo) y JD Beck (batería). Andy White confirmó su partida poco después afirmando: "Mac es un viejo amigo, la vida es larga y nadie conoce el futuro. Estoy increíblemente emocionado de ver su nueva formación lo antes posible. Me encantaba su banda antes de nacer". en él. Me encantó jugar en él, y siempre estaré esperando lo que nuestro amigo esté armando en el futuro."
DeMarco lanzó un álbum instrumental, Five Easy Hot Dogs, el 20 de enero de 2023. El álbum de catorce pistas fue grabado en diferentes lugares durante un viaje por carretera desde Los Ángeles a Nueva York.
Durante la semana del lanzamiento de Five Easy Hot Dogs, la canción "Heart to Heart" del álbum anterior de DeMarco, Here Comes the Cowboy, se convirtió en un éxito viral en TikTok . Como resultado, la canción se convirtió en la primera de DeMarco en aparecer en el Billboard Hot 100, y finalmente alcanzó el puesto 83. La canción también alcanzó el top 10 y el top 5 de las listas Hot Rock Songs y Hot Alternative Songs de Billboard, respectivamente.
El 21 de abril de 2023, DeMarco lanzó su primer álbum recopilatorio titulado One Wayne G, únicamente en línea, sin ningún anuncio previo. Una publicación en la cuenta Instagram del sello discográfico de Mac indicó que próximamente se publicará un disco LP y una cassette reducidos. La compilación se destacó por ser inusualmente larga, con 199 pistas y una duración de 8:43:20. De las 199 pistas, 18 tienen títulos y letras completos, el resto son instrumentales o tienen voces simples, lo que sugiere que la compilación se compone de demos y piezas terminadas. El título de la compilación parece ser una alusión a la leyenda del hockey Wayne Gretzky.

## Estilo musical
DeMarco ha mencionado a Shuggie Otis, Black Sabbath, Jonathan Richman, Genesis, Sting, Weezer y Haruomi Hosono como sus artistas favoritos. También ha nombrado a John Maus, Ariel Pink, Isao Tomita y R. Stevie Moore como sus principales influencias en su estilo de producción con magnetófono de bobina abierta.
La música de DeMarco ha sido catalogada como indie rock, rock psicodélico, jangle pop, y lo-fi. Sus composiciones hechas con base en la guitarra han evolucionado de obras inspiradas por el glam a lo que los críticos describen como "off-kilter pop" o "folk rock". En general el estilo de DeMarco ha sido nombrado como "blue wave" y "slacker rock", o por el mismo como "jizz jazz", nombre compartido con su estudio Jizz Jazz Studios, tal y como menciona en su documental, Pepperoni Playboy. Este característico estilo es comúnmente considerado como una de las principales influencias en gran parte de los artistas del bedroom pop y de la escena indie del dream pop.

### Equipamiento

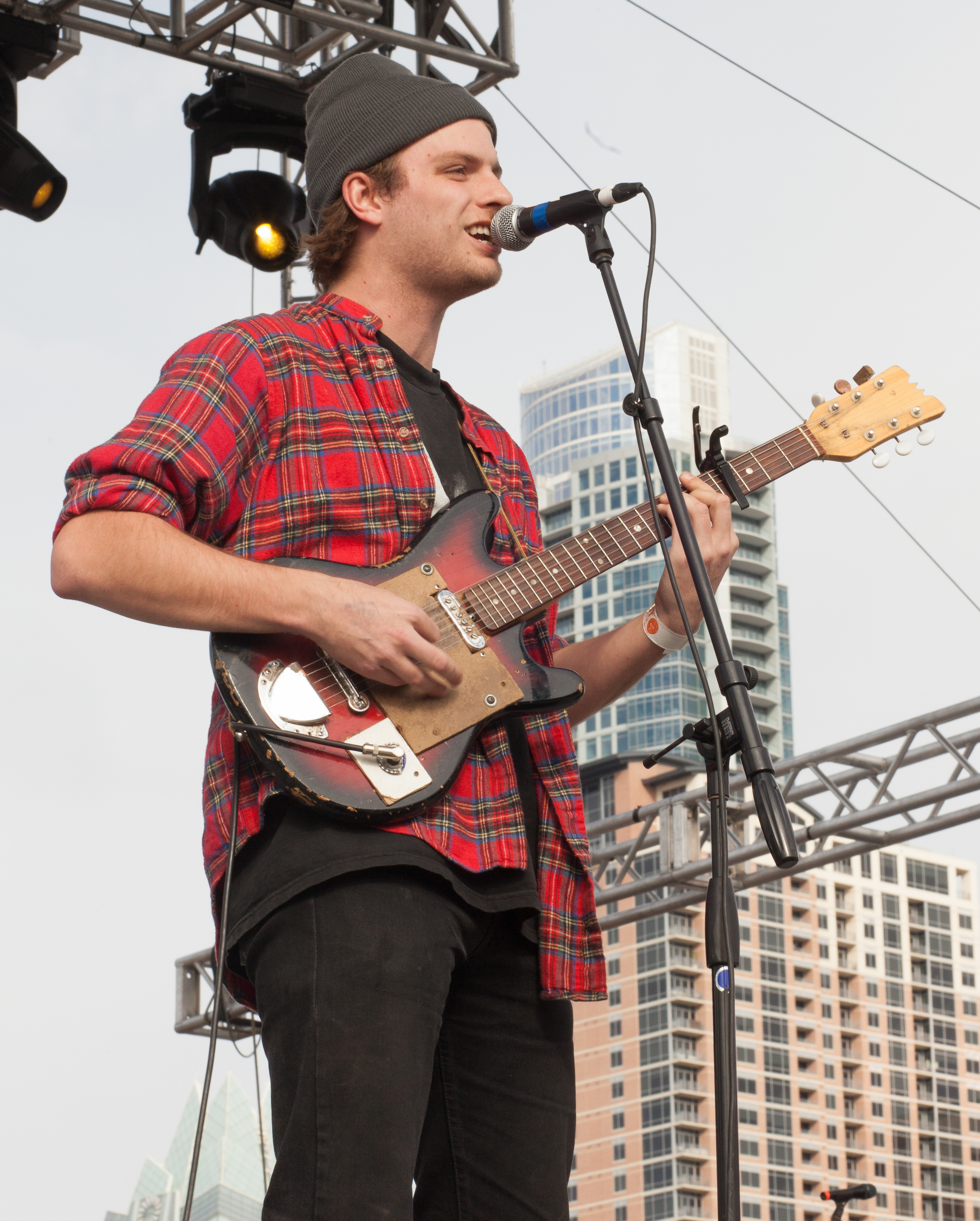
Mac DeMarco tocando su guitarra Teisco modificada (2013)

DeMarco normalmente usa equipo análogo vintage para grabar. Él anteriormente tocaba con una guitarra eléctrica Teisco de 30 dólares que más tarde dejaría de usar en directo debido a que solía a romperse a menudo. Adicionalmente usa guitarras Fender, tales como una Stratocaster de los 70, una Mustang de los 60, una Squier Stratocaster de los 90 y una HSS Shawbucker Stratocaster, la cual sería una de las 11 copias entregadas a su banda en vivo como resultado de un patrocinio con Fender. En estudio usa principalmente un bajo Teisco o Stagg.

## Vida privada
DeMarco vivió con su pareja Kiera en Bedford–Stuyvesant, Brooklyn desde junio de 2013 hasta mediados de 2016. La pareja mantiene una relación desde 2010. Actualmente, ambos viven en Los Ángeles.

## Discografía
Álbumes de estudio
- Rock and Roll Night Club (2012)
- 2 (2012)
- Salad Days (2014)
- Another One (2015)
- This Old Dog (2017)
- Here Comes The Cowboy (2019)
- Five Easy Hot Dogs  (2023)
- One Wayne G (2023)
- Guitar  (2025)

Demos
- 2 Demos (2012)
- Salad Days Demos (2014)
- Some Other Ones (2015)
- Another (Demo) One (2016)
- Old Dog Demos (2018)
- Here Comes The Cowboy Demos (2020)
- Other Here Comes The Cowboy Demos (2020)

Live
- Live & Acoustic Vol. 1